# Chmielek
Chmielek is een plaats in het Poolse district  Biłgorajski, woiwodschap Lublin. De plaats maakt deel uit van de gemeente Łukowa en telt 1.341 inwoners.